# Franc Solina
 Franc Solina, slovenski računalnikar, univerzitetni profesor, likovni umetnik-kipar, evropski akademik * 31. julij 1955, Celje.

## Življenje
Po maturi leta 1974 na Gimnaziji Bežigrad se je Solina vpisal na Fakulteto za elektrotehniko Univerze v Ljubljani, kjer je leta 1979 diplomiral in leta 1982 še magistriral iz elektrotehnike. Solina je leta 1987 doktoriral iz računalništva na Univerzi Pensilvanije v Filadelfiji pod mentorstvom Ruzene Bajcsy. 
Leta 1988 je začel predavati računalništvo na Univerzi v Ljubljani, od leta 1998 kot redni profesor na Fakulteti za računalništvo in informatiko. Predava tudi na podiplomski študijski smeri Video, animacija in novi mediji na Akademiji za likovno umetnost in oblikovanje Univerze v Ljubljani.
Med letoma 1996 in 1999 je bil prvi prodekan za raziskovalno delo na novo oblikovani Fakulteti za računalništvo in informatiko, med letoma 2006 in 2010 pa njen dekan.
Solina je leta 1991 ustanovil Laboratorij za računalniški vid, kjer raziskujejo na področju računalniškega vida, večpredstavnosti in interakcije med človekom in računalnikom. Vodi tudi programsko skupino Računalniški vid. Solina je objavil več kot 200 znanstvenih prispevkov.
Deluje tudi na področju novih medijev, kjer svoje znanje računalništva uporablja v umetniškem kontekstu. Bil je med ustanovnimi člani društva ArtNetLab, katerega namen je bil povezovanje umetnosti in znanosti. Leta 2017 je bil sprejet v Društvo likovnih umetnikov Ljubljana. Jeseni 2020 je imel samostojno kiparsko razstavo v Galeriji DLUL v Ljubljani.
Za rednega člana Evropske akademije znanosti in umetnosti (Academia Scientiarum et Artium Europaea) v Salzburgu je bil izvoljen leta 2018. Izredni član Inženirske akademije Slovenije (IAS) je postal leta 2021, redni član IAS pa leta 2023.

## Izbrana bibliografija
- Franc Solina, Ruzena Bajcsy. "Recovery of parametric models from range images: The case for superquadrics with global deformations". IEEE Transactions on Pattern Analysis and Machine Intelligence PAMI-12 (2):131–147, 1990.
- Aleš Jaklič, Aleš Leonardis, Franc Solina. "Segmentation and Recovery of Superquadrics". Computational imaging and vision 20, Kluwer, Dordrecht, 2000.
- Franc Solina. 15 seconds of fame. Leonardo 37(2):105–110, 2004.
- Franc Solina, Srečo Dragan. Novomedijski umetniški projekti kot most med realnim in virtualnim svetom. V Tadej Bajd (ured.), Ivan Bratko (ured.), Robotika in umetna inteligenca. Ljubljana: Slovenska matica. 2014, str. 187-230.  (COBISS)
- Aleš Jaklič, Miran Erič, Igor Mihajlović, Žiga Stopinšek, Franc Solina. "Volumetric models from 3D point clouds: The case study of sarcophagi cargo from a 2nd/3rd century AD Roman shipwreck near Sutivan on island Brač, Croatia". Journal of Archaeological Science 62 (October):143–152, 2015.
- Marko Hrastovec, Franc Solina. "Prediction of aircraft performances based on data collected by air traffic control centers". Transportation Research Part C 73:167–182, 2016.
- Franc Solina, Blaž Meden. "Light fountain - a virtually enhanced stone sculpture". Digital Creativity 28(2):89–102, 2017.
- Tim Oblak, Jaka Šircelj, Vitomir Štruc, Peter Peer, Franc Solina, Aleš Jaklič. Learning to predict superquadric parameters from depth images with explicit and implicit supervision. IEEE access 9:1087-1102, 2021.(COBISS)